# بجدم
بجدم ، روستایی است از توابع بخش چهاردانگه شهرستان ساری در استان مازندران ایران.

## جمعیت

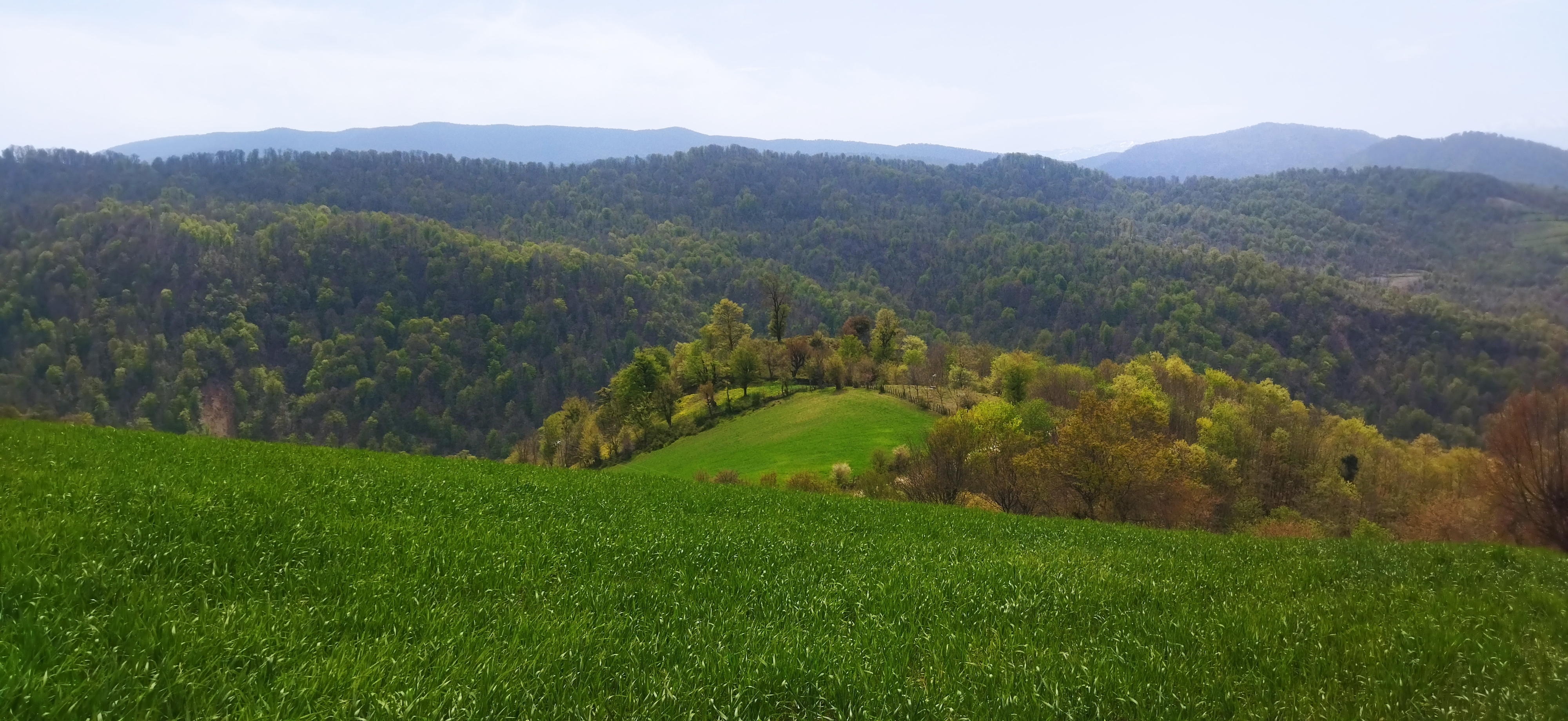

این روستا در دهستان گرماب قرار داشته و براساس آخرین سرشماری مرکز آمار ایران که در سال 1395صورت گرفته، جمعیت آن 35 نفر(13 خانوار) بوده‌است. و از طبیعت بسیار زیبا و بکری برخوردار است